# Dipartimento di Alibori
Il dipartimento di Alibori è uno dei 12 dipartimenti del Benin, e occupa la parte più settentrionale del paese. La sede amministrativa (capoluogo) è la città di Kandi. Con un'area complessiva di 25.683 km², Alibori risulta il dipartimento più vasto del Benin. Confina a nord con gli Stati di Burkina Faso e Niger, a est con la Nigeria, a ovest con il dipartimento di Atakora e a sud con il dipartimento di Borgou.
Alibori fu creato nel 1999 dalla divisione del dipartimento di Borgou.
Nel 2006 la popolazione stimata era di 619 895 abitanti.

## Geografia antropica

### Suddivisioni amministrative
Il dipartimento è suddiviso in 6 comuni:
| Localizzazione geografica dei comuni del dipartimento di Alibori | - Banikoara - Gogounou - Kandi - Karimama - Malanville - Ségbana |